# شهرستان تیومنتسفسکی
شهرستان تیومنتسفسکی (به لاتین: Tyumentsevsky District) یک منطقهٔ مسکونی در روسیه است که در سرزمین آلتای واقع شده‌است.